# Derwent Valley Mills
Derwent Valley Mills (česky: Továrny údolí Derwentu) je lokalita v údolí Derwentu v hrabství Derbyshire v Anglii, která byl v prosinci 2001 prohlášena za světové dědictví UNESCO. Spravuje ji organizace Derwent Valley Mills Partnership. V tomto regionu se v rámci průmyslové revoluce zrodil v devatenáctém století moderní koncept továrny. Jednalo se o moderní přádelny bavlny vyvinuté Richardem Arkwrightem. S postupem technologií bylo možné zpracovávat bavlnu neustále. Systém se rozšířil po celém údolí a v roce 1788 bylo v Británii již více než dvě stovky továren Arkwrightova typu. Arkwrightova vylepšení, a to jak technická, tak v organizaci práce, byla posléze vyvezena do Spojených států amerických i do Evropy.
Pohon strojů v textilním průmyslu pomocí vodního kola byl v Anglii představen už v roce 1719 v přádelně hedvábí Johna Lombeho v nedalekém Derby (dnes v budově sídlí Derbské průmyslové muzeum), ale Richard Arkwright byl první, kdo dokázal využít vodní energii k zpracování bavlny. Povedlo se mu to v sedmdesátých letech osmnáctého století, kdy si nechal patentovat vodní rám, tedy spřádací stroj poháněný vodou. Ten mohl jednak pracovat bez přestání a jednak mohl být obsluhován i nepříliš zkušenými dělníky. První postavená továrna, Cromford Mill, byla brzy následována dalšími. Ty si vyžadovaly velkou pracovní sílu a naopak dělníky bylo nutné ubytovat. V okolí řeky tak začaly vznikat kromě domů i školy, kaple a trhy.
Továrny a nové komunity vznikly v Belperu, Darley Abbey a v Milfordu. Arkwrightův vynález byl hojně kopírován, leckdy i bez toho, že by byly Arkwrightovi zaplaceny patřičné poplatky. V údolí Derwentu vzkvétalo zpracování bavlny až do první čtvrtiny devatenáctého století, kdy se postupně začalo přesunovat do Lancashiru, který byl blíž trhům i zdrojům materiálu. Budovy bývalých továren pak začaly vesměs sloužit jiným účelům, nicméně se dochovaly v dobrém stavu. V některých z nich jsou dnes muzea otevřená veřejnosti.

## Umístění a rozsah
Areál světového dědictví má plochu 12,3 kilometrů čtverečních a je rozprostřen po délce 24 kilometrů podél údolí řeky Derwent v Derbyshiru, od Matlock Bath na severu až k centru města Derby na jihu. Kromě továrních komplexů zahrnuje také osídlení, jezy na řece a dopravní síť, která továrny zásobovala. Do areálu patří Cromford, Belper, Milford a Darley Abbey a celkem je zde 838 památkově chráněných budov. Jedná se jak přímo o budovy tovární, tak i o budovy obytné a budovy služeb. Cromfordský kanál a železnice Cromford and High Peak, jež přispěly k industrializaci oblasti, jsou také součástí světového dědictví.

## Historie

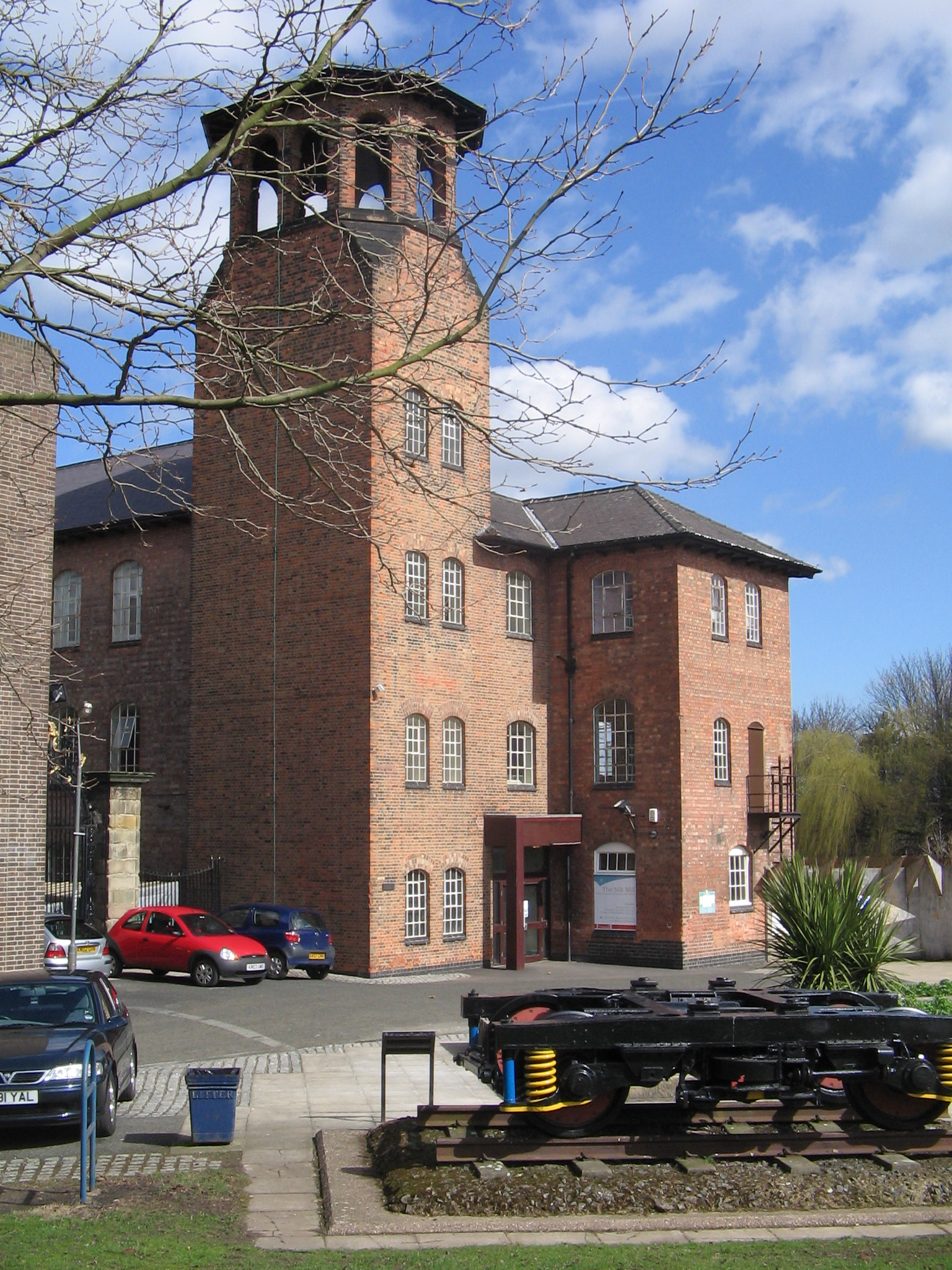
Jedna z Lombeho továren

Koncem sedmnáctého století byla zvýšená poptávka po hedvábí pro módní doplňky a v rámci snahy zvýšit produkci Thomas Cotchett pověřil inženýra Georga Sorocolda, aby postavil továrnu blízko centra Derby na ostrově v řece Derwent. Stavba se sice nepovedla, ale povzbudila Johna Lombeho (Cotchettova zaměstnance), že o strojové předení hedvábí za pomoci vody je zájem. Lombe se proto pustil do průmyslové špionáže a nechal se zaměstnat v Itálii, kde získal plány italských strojů na předení. Návrh strojů si pak v roce 1719 patentoval a vedle té Crotchettovy postavil novou pětiposchoďovou továrnu o rozměrech 33,5 × 12 metrů. V roce 1763, tedy 30 let po vypršení patentu, stálo sice pouze sedm Lombeho továren, protože malý trh s hedvábím víc neuživil, nicméně Lombeho příklad v práci s vodní energií i s organizací nekvalifikované práce byl pro další vývoj podstatný.
Hedvábí bylo luxusní zboží, kterého nebylo potřeba mnoho, zato po bavlněném zboží byla poptávka výrazně vyšší. Ovšem předení bavlny byl složitější proces než předení hedvábí. První skutečně úspěšný stroj byl až vodní spřádací stroj vyvinutý Richardem Arkwrightem a patentovaný v roce 1769.

## Doprava

### Cromfordský kanál

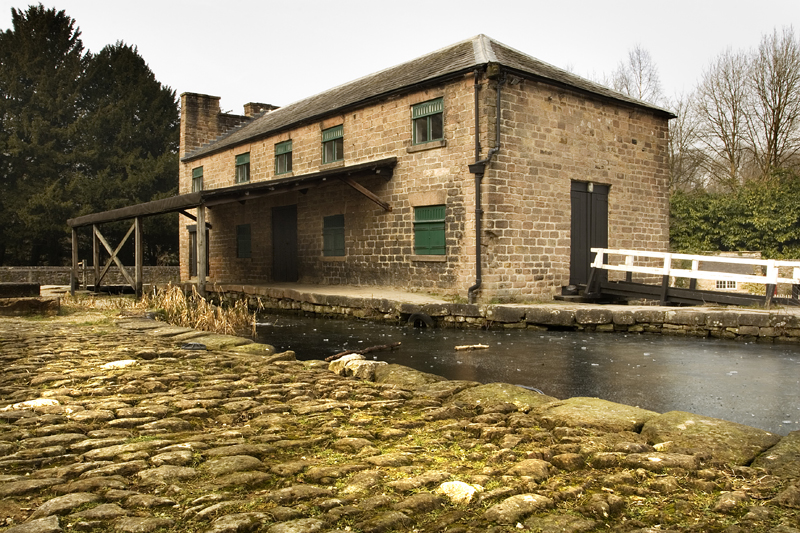
Cromfordské přístaviště, konec Cromfordského kanálu

Erewashský kanál, započatý v roce 1777, byl zamýšlen primárně pro dopravu uhlí. Vede od řeky Trent v Sawley do městečka Langley Mill, 23 kilometrů jižně od Cromfordu. Roku 1788 požádal Richard Arkwright Williama Jessopa o rozpočet projektu, při kterém by byl vybudován kanál spojující Langley Mill s továrnami v Cromfordu. Údaj, s jakým Jessop přišel, byl 42 000 liber (v roce 2011 asi 4 miliony liber). Místní továrníci Jedediah Strutt a Thomas Evans byli proti stavbě, jelikož se obávali zásahu do přívodu vody do jejich vlastních podniků, ale roku 1789 parlament udělil svolení ke konstrukci kanálu.
Když byl v roce 1794 Cromfordský kanál otevřen, byl na něj vynaložen téměř dvojnásobek odhadované ceny. Mezi Langley Mill a Cromfordským přístavištěm, kde kanál končil v továrním komplexu, se na něm nacházely dva akvadukty a čtrnáct zdymadel. Tři čtvrtiny nákladu přepraveného na kanálu tvořilo uhlí a koks, zatímco zbytek zahrnoval pískovec, železnou rudu a olovo. Derbský a Nottinghamský kanál, dokončené Williamem Jessopem a Benjaminem Outramem roku 1796, poskytovaly přímou cestu do významných textilních center v Derby a Nottinghamu. V lednu 1845 se Cromford Canal Company rozhodla postavit stálé čerpadlo, aby zajišťovalo dostatek vody v kanálu i při velmi suchém počasí. Kanál měl úspěch do poloviny 19. století, kdy bylo spojení železnice Manchester, Buxton, Matlock and Midlands rozšířeno jižně od kanálu. Roku 1852 byl kanál prodán železniční společnosti, jež urychlila jeho úpadek. Okolo roku 1889 sloužil kanál především pro místní dopravu. V roce 1944 byl nakonec uzavřen, jelikož cena za jeho spravování byla příliš vysoká. Zastupitelstvo hrabství Derbyshire získalo kanál roku 1974 a Cromford Canal Society se ujala úkolu obnovit jej.